# Велосьо

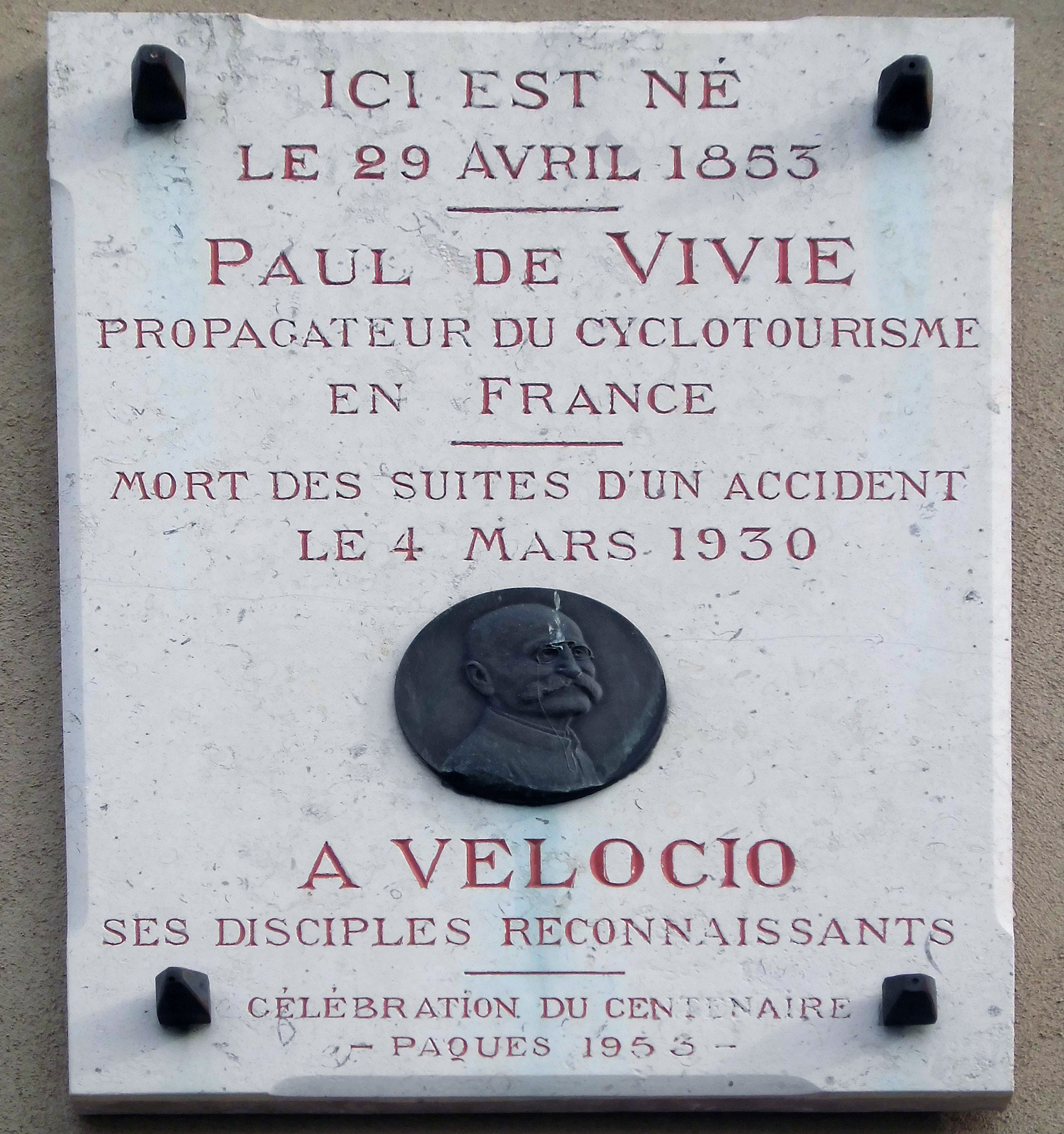
Мемориальная таблица в честь Поля де Виви в Перн-ле-Фонтен

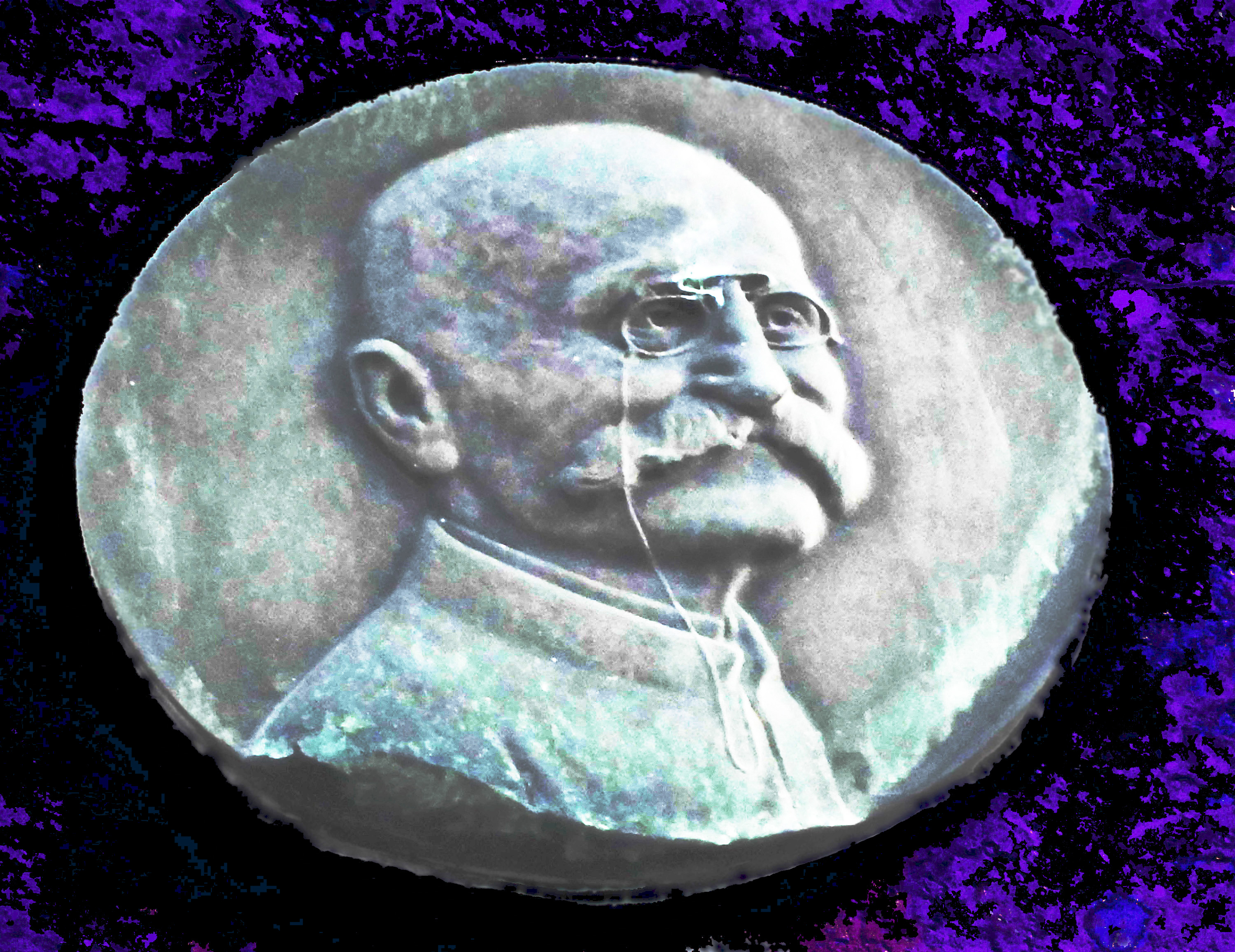
Бронзовая медаль в честь Поля де Виви

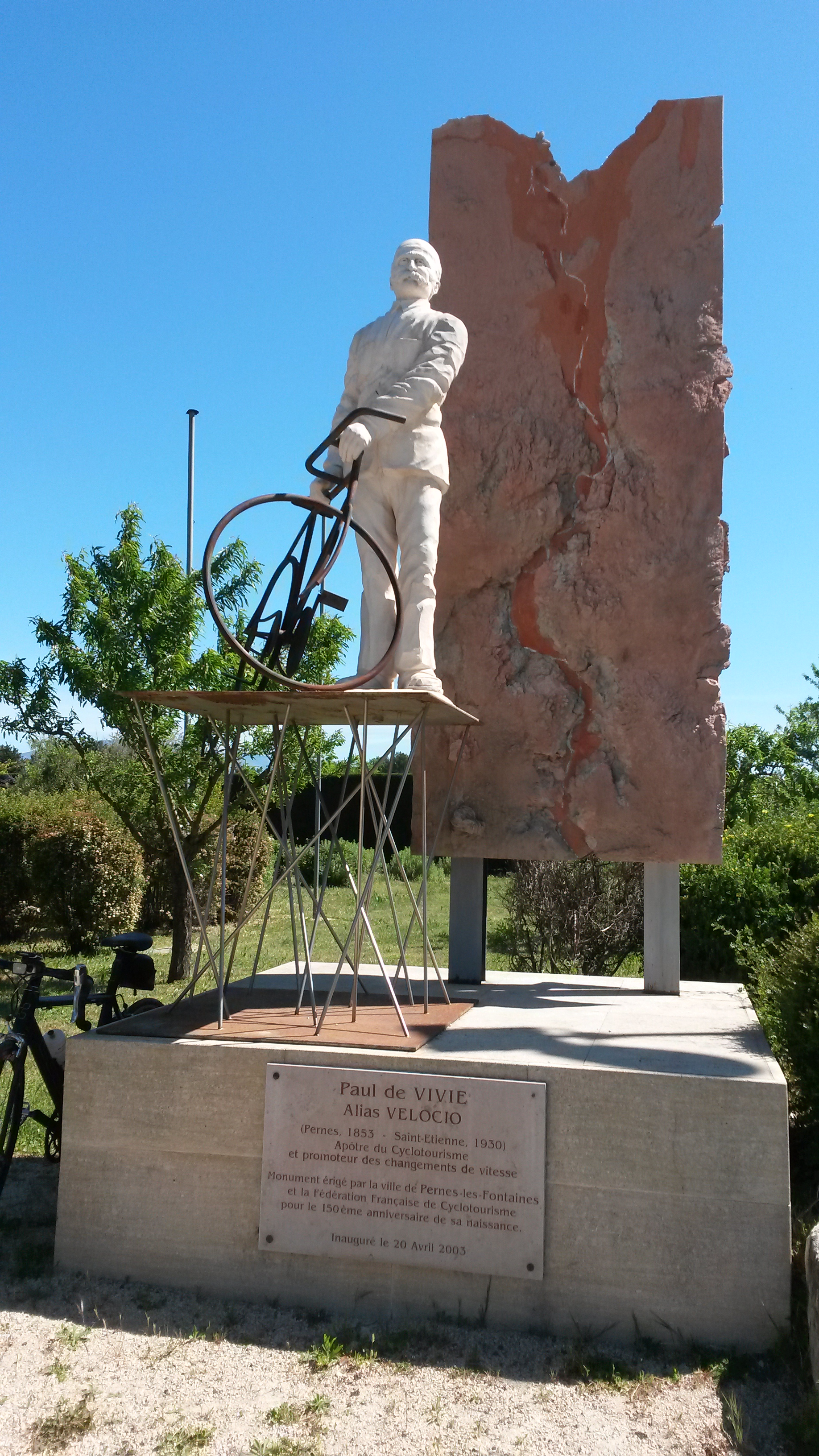
Памятник Полю де Виви при въезде в Перн-ле-Фонтен

Поль де Виви известный, как Велосьо (фр. Paul de Vivie, Vélocio; 29 апреля 1853, Перн-ле-Фонтен, Прованс — Альпы — Лазурный Берег — 27 февраля 1930, Сент-Этьен) — французский изобретатель, разработчик и один из первых изобретателей велосипедного переключателя скоростей, издатель журнала Le Cycliste, предприниматель. Считается отцом французского велотуризма и рандоннёрского движения (фр. randonneur от randonnée — «долгая прогулка»).

## Биография
Родился в преуспевающей семье, его отец был довольно состоятельным человеком, вхожим в круги знати. Начал свою карьеру, поступив обучаться производству шёлка, затем открыл своё дело, когда ему не было ещё и 30 лет, женился, вёл жизнь преуспевающего человека. Всё резко изменилось после покупки в 1881 году велосипеда-пенни-фартинга. В том же году стал секретарём-основателем клуба Les Cyclistes Stéphanois. Друг предложил де Виви проехать на его новом велосипеде 100 км за шесть часов, и он отправился на горный курорт Шез-Дье в департаменте Верхняя Луара. Мир, приключения и сельская местность изменили его жизнь — и убедили де Виви, что ему нужен велосипед получше. Год спустя он купил трехколесный велосипед Bayliss, за ним последовали трехколесный велосипед-тандем и другие. Его работа в шелковой промышленности требовала поездок в Англию, и именно там, в Ковентри, тогдашнем центре мировой велосипедной индустрии, де Виви был вдохновлён британскими велосипедами и вступил в Туристический клуб велосипедистов. В 1887 году продал свой бизнес, открыл Agence Générale Vélocipédique в Сент-Этьене для импорта велосипедов из Ковентри и основал журнал Le Cycliste Forézien, переименованный в следующем году в Le Cycliste.
В 1889 году сделал собственный велосипед под названием La Gauloise, имевший ромбовидную раму, цепь и одинарную шестерню. Позже, изобрёл переключатель скоростей для велосипеда. Изобрел или усовершенствовал также раму без деталей, кривошипную систему, съёмные ступицы, возможность регулировки зубчатого колеса системы со всеми линиями цепи, равновеликую раму и др.
В 1889 году инициировал создание Туристического клуба Франции. В 1894 году создал велосипедную курьерскую службу под названием «L’Express-Cyclistes» для обслуживания компаний и частных лиц.
27 февраля 1930 г. его сбил трамвай, от полученных травм — перелом черепа, не приходя в сознание
умер 4 марта 1930 г. Похоронен в Лионе.

## Семь заповедей велоспорта на длинные дистанции
Де Виви сформулировал 7 заповедей велоспорта на длинные дистанции.
Он продемонстрировал, что можно ездить на длинные дистанции (Де Виви ездил до 40 часов за раз), и обобщил свой опыт в следующих принципах:
- Редкие и короткие перерывы, чтобы не сбился пульс.
- Лёгкое и частое питание; не ешьте, пока не проголодаетесь, и не пейте, пока не почувствуете жажду.
- Никогда не доходите до полного истощения, которое выражается потерей аппетита и бессонницей.
- Одевайтесь тепло, прежде чем замёрзнете, не раздевайтесь, пока не вспотеете, и не бойтесь подвергать кожу воздействию солнца, воздуха и дождя.
- По крайней мере, избегайте вина, мяса и табака, когда вы на улице.
- Никогда не перенапрягайтесь, особенно в первые несколько часов у вас возникает соблазн напрячься, потому что вы чувствуете себя в отличной форме.
- Никогда не отправляйтесь на длинные дистанции из-за показухи.